# Цунаде (Наруто)
Цунаде (яп. 綱手, ツナデ) — персонаж аніме та манги Naruto.
П'ята Хокаге Конохи. Найсильніша зі всіх ніндзя-медиків Конохи.

## Характер
Цунаде — розумна жінка, хоча іноді вдається до дій які противорічать її титулу. Наприклад, вона часто засинає прямо на робочому столі, посеред важливих паперів та документації. Також вона любить випити, але зазвичай вона дає собі раду зі спиртним. До того, як стати Хокаге, Цунаде часто грала в карткові ігри, і завжди програвала величезні суми. За це її назвали «Легендарною Лузером». Та один раз Цунаде таки пощастило — вона виграла у ігровому автоматі купу грошей.

## Здібності
Цунаде відома своїми лікарськими здібностями — вона справжній спеціаліст у медицині та отрутах і саме тому, коли Орочімару втратив здатність використовувати свої руки внаслідок битви з ІІІ Хокаґе, він звернувся саме до Цунаде, а не до когось іншого. Та це не єдине, що вона може. Цунаде володіє надзвичайною фізичною силою — цього вона досягла внаслідок ідеального контролю над чакрою, і, можливо, власною високою фізичною силою. Також відомо, що їй вже 50 років, але вона виглядає досить молодою. Це завдяки своїй омолоджуючій техніці. Доказом застосування техніки омолодження є мітка у неї на чолі.
Також вона володіє великим слизнем на ймення Кацуя, яка може, використовуючи чакру Цунаде, лікувати людей. Кацую вона використовувала у ІІ великій війні ніндзя та в битві проти Орочімару.

## Історія
Цунаде в дитинстві була в «Легендарній Трійці», в яку також входили Джірайя та Орочімару. Через кілька років Цунаде втратила на війні молодшого брата Навакі, i щоб уникнути втрат вона запропонувала Третьому Хокаге створювати спеціальні загони медиків, де Цунаде підтримав Дан, який мав таку ж історію. Дан загинув через розрив печінки. Після цього вона подорожувала зі своєю помічницею Шизуне. Врешті стала П'ятою Хокаге.
В 2 частині серіалу вона стає наставником Сакури Харуно, навчає дівчину медичними техніками і робить Сакуру сильнішою. Згодом після
нападу Пейна вона впадає в кому і хокаге стає Данзо, але потім його убиває Саске і виникає питання хто буде новим хокаге? На цю посаду вибирають Хатаке Какаші і от-от коли вже мають сказати номер хокаге Майто Гай забігає в приміщення і каже що Цунаде вийшла з коми. Так вона зберегла посаду хокаге.

## Четверта світова війна шинобі

### Зупинка Джінчурікі
В час Четвертої світової війни шинобі Цунаде разом з Райкаге та Цучікаге залишаються в штаб-квартирі, інколи вносячи свій вклад у випадку необхідності. Але згодом до них поступає відомість, що Наруто та Кіллер Бі покинули острів Шимагаме. Райкаге вирішує зупинити їх, і просить допомоги в Цунаде. Згодом вони відправляються туди, де загородили шлях Джінчурікі. Цунаде шокується, яких висот досяг Наруто. Він просить у неї дозвіл піти, щоб допомогти іншим шинобі. Після невеликого конфлікту з Райкаге, вони все-таки пропускають Наруто з Бі.

### Повернення Учіхи Мадари
Після повернення в штаб-квартиру, їм повідомляють про повернення Учіхи Мадари. Разом з Еєм вона вирішує допомогти Гаарі та Онокі. Таким чином Гокаге починають битву проти Мадари. Спочатку перевагу в битві мали Каге, попри Абсолютний захист Сусано. Але згодом Мадара показує ссвою істинну силу. В ході битви, виявляється, що Мадара володіє Мокутоном, як і дід Цунаде — Перший Хокаге. Мадара всіляки принижує Цунаде перед очима інших Каге за те, що вона найслабша в своєму клані, і не змогла обігнати за силою свого діда. У відповідь на це, Цунаде заявляє, що вона вірить у волю вогню, і це надає їй велику силу. В ході битви Цунаде використовує Б'якугоу но Джицу і знищує тіло Мадари декількома ударами, хоча й з великим трудом. Але, виявилось, що це був всього лиш дерев'яний клон, якого створив він сам. Справжній Мадара використовує Таджу Мокутон Буншін но Джицу и посилає по декілька клонів на кожного Каге, питаючи, чи використовувати проти них Сусано. Тим не менше, їм вдається вистояти проти клонів, і майже запечатати Мадару, але Мадара сам використовує Сусано, тим самим привівши Каге в шок. Цунаде, ледве не гине від руки Мадари, але її рятує Дан, коханий Цунаде, який за допомогою Рейка но Джицу, з'являється в її підсвідомості. Тим не менше, Мадара вирішує відправитися за Курамою, залишаючи поле бою.

### На волосинці від смерті
Згодом, в не показаній битві Мадара виводить всіх Каге із ладу. За тим Мадара залишає поле бою для наступної битви. Всі Каге критично ранені і лежать на землі без свідомості. Також Мадара розсікає Цунаде на дві частини. Все ж таки, знайшовши в собі сили, Цунаде викликає Кацую. Кацуя бажає відновити її тіло, але Цунаде каже, що спочатку треба допомогти іншим Каге. Подальша доля Цунаде невідома.